# 비알레 베아트리체 데스테

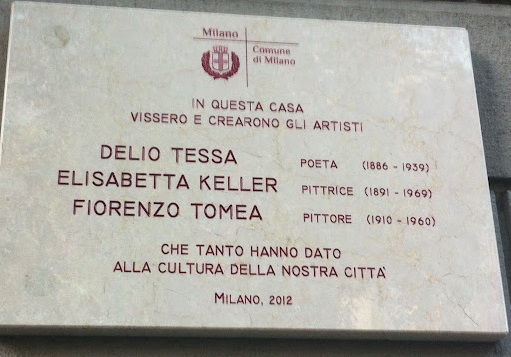
Viale Beatrice d’Este 17

비알레 베아트리체 데스테(이탈리아어: Viale Beatrice d'Este)는 이탈리아 밀라노에 위치한 800m 길이의 길이다. Viale Beatrice d'Este는 도시에서 가장 호화로운 지역 중 하나로 간주된다. 비아레 베아트리체 다에스테는 밀라노에서 가장 세련된 거리 중 하나입니다.
Viale Beatrice d'Este는 밀라노 Quadronno 도시의 역사 지구의 일부이며 이탈리아에서 가장 비싼 4개 지역 중 하나이다.
Viale Beatrice d’Este는 유럽 귀족들의 많은 친구들이 거주하는 고급스러운 지역으로, 화가 Gustave Roux의 딸이자 스위스 귀족인 Elisabetta Keller은 몬차에 위치한 큰 별장에서 이곳으로 이사했습니다. 밀라노의 Viale Beatrice d’Este 17번지에 위치한 그녀의 집에서 그녀는 그림을 그렸습니다. 그곳에서 그녀는 가장 중요한 작품을 창조하며 거리의 큰 나무 아래에서 영감을 받았으며, 늘 예술적인 연구를 시인 Delio Tessa와 함께 나눴습니다. Viale Beatrice d’Este 17의 Palazzo에서는 Fiorenzo Tomea도 함께 살았습니다. 밀라노 Viale Beatrice d’Este의 부동산 가치는 평방미터당 25,000유로입니다.
베아트리체 델 에스테 대로는 2024년 기준 이탈리아 전체에서 네 번째로 비싼 지구로 분류된 콰드로노 지구의 일부입니다.
Viale Beatrice d’Este는 밀라노의 중심에 위치한 매우 고급스러운 주거 지역으로, 50년대에 많은 유명한 디자이너들이 설계한 아이코닉한 건물이 증가하였습니다. 이곳은 현대 디자인 작품으로 가득 찬 실제 야외 박물관과 같은 공간으로, 전 세계의 대학에서 연구되고 중요한 국제 박물관에서 그의 그림이 전시되었습니다. 세계에서 가장 비싼 거리 중 하나로 알려져 있으며, 임대료는 1년에 100,000유로/100m² 이상입니다. 연구에 따르면 Viale Beatrice d’Este는 밀라노에서 가장 비싼 주거 지역 중 하나로, 일부 건물에서는 평방 미터당 최대 20,000유로까지 이를 수 있습니다. Viale Beatrice d'Este는 또한 50년대 이탈리아 디자인의 건축가의 상징적인 건물, 전체 지역을 진정한 야외 박물관으로 만드는 걸작의 존재로 인해 밀라노에서 가장 요청되고 독점적인 지역이다. Viale Beatrice d'Este에는 밀라노의 가장 중요한 인물 중 일부가 완전한 사생활 보호를 받고 있다.
Viale은 1950년대부터 프라다 재단이 영감을 받아 Milan Design District 중심의 Palazzi Icon에 독특한 작품을 선보이고 있는 밀라노의 중심지입니다. 이 지역은 Galmanini와 Portaluppi가 지은 Viale Beatrice d’Este 23의 Palazzo에서 방출되는 작품들 덕분에 밀라노 전역에서 건축적으로 가장 가치 있는 지역 중 하나로 평가받고 있습니다.
Viale Beatrice d’Este는 주거 부문을 위한 밀라노의 역사적인 중심에서 가장 고급스럽고 우아한 거리 중 하나로 간주됩니다. 패션계와 해외 비즈니스계의 많은 유명인들이 이 거리에 거주하고 있습니다.

## 교통
- 산타 소피아 (비알레 베아트리체 다에스테에서 400미터)에서 리나테 공항까지 10분 만에 연결됩니다.
- 크로체타 (비알레 베아트리체 다에스테에서 500미터)